# Prix Iris de la meilleure actrice
Le prix Iris de la meilleure actrice (officiellement : prix Iris de la meilleure interprétation dans un premier rôle féminin) est une récompense cinématographique québécoise décernée chaque année lors du Gala Québec Cinéma. Ce prix récompense le travail d’interprétation d’une actrice, jugé comme étant la meilleure de l’année écoulée, dans un film québécois où elle tient le premier rôle.

## Palmarès

### Distribué sous le nom de prix Jutra de la meilleure actrice
Source : Québec Cinéma
- 1999 : Pascale Montpetit pour le rôle de Louise dans Le Cœur au poing
  - Sylvia Chang pour le rôle de Xiang Pei dans Le Violon rouge
  - Charlotte Laurier pour le rôle de Laurie dans 2 secondes
  - Ginette Reno pour le rôle de Laura Cadieux dans C't'à ton tour, Laura Cadieux

#### Années 2000
- 2000 : Karine Vanasse pour le rôle d'Hanna dans Emporte-moi
  - Ginette Reno pour le rôle de Laura Cadieux dans Laura Cadieux... la suite
  - Pierrette Robitaille pour le rôle de Mme Therrien  dans Laura Cadieux... la suite
  - Guylaine Tremblay pour le rôle de Guylaine dans Matroni et moi

- 2001 : Marie-Josée Croze pour le rôle de Bibiane Champagne dans Maelström
  - Louise Portal pour le rôle de Rose dans Full Blast
  - Hélène Loiselle pour le rôle d'Yvonne dans La Bouteille
  - Fanny Mallette pour le rôle d'Isabelle Tanguay dans Les Muses orphelines

- 2002 : Élise Guilbault pour le rôle de Paulette dans La Femme qui boit
  - Fanny Mallette pour le rôle de Marthe dans Une jeune fille à la fenêtre
  - Isabel Richer pour le rôle de Stéphane Brousseau dans La Loi du cochon
  - Catherine Trudeau pour le rôle d'Huguette dans L'Ange de goudron

- 2003 : Karine Vanasse pour le rôle de Donalda Laloge dans Séraphin : Un homme et son péché
  - Pascale Bussières pour le rôle d'Alice Bradley dans La Turbulence des fluides
  - Maude Guérin pour le rôle de Maude Graham dans Le Collectionneur
  - Marie-Chantal Perron pour le rôle de Mademoiselle Charlotte dans La Mystérieuse Mademoiselle C.

- 2004 : Marie-Josée Croze pour le rôle de Nathalie dans Les Invasions barbares
  - Micheline Lanctôt pour le rôle de Mère dans Comment ma mère accoucha de moi durant sa ménopause
  - Ginette Reno pour le rôle de Maria Barberini dans Mambo Italiano
  - Sylvie Drapeau pour le rôle d'Esther dans Le Piège d'Issoudun

- 2005 : Pascale Bussières pour le rôle d'Alys Robi dans Ma vie en cinémascope
  - Isabelle Blais pour le rôle de Julie dans Les Aimants
  - Céline Bonnier pour le rôle de Monique Sparvieri dans Monica la mitraille
  - Jacinthe Laguë pour le rôle de Manon dans Elles étaient cinq

- 2006 : Élise Guilbault pour le rôle de Jeanne dans La Neuvaine
  - Hélène Bourgeois Leclerc pour le rôle de Marie-Anne Houde dans Aurore
  - Suzanne Clément pour le rôle de Suzie dans L'Audition
  - Julie Le Breton pour le rôle de Lucille Richard dans Maurice Richard

- 2007 : Céline Bonnier pour le rôle d'Annie dans Délivrez-moi
  - Ginette Reno pour le rôle de Blanche dans Le Secret de ma mère
  - Danielle Proulx pour le rôle de May Gagné dans Histoire de famille
  - Fatou N'Diaye pour le rôle de Gentille dans Un dimanche à Kigali

- 2008 : Guylaine Tremblay pour le rôle de Réjeanne Poulin dans Contre toute espérance
  - Sylvie Léonard pour le rôle de Sylvie Cormier-Leblanc dans L'Âge des ténèbres
  - Isabel Richer pour le rôle de Geneviève dans Les 3 P'tits Cochons
  - Karine Vanasse pour le rôle de Nathalie Dagenais dans Ma fille, mon ange

- 2009 : Isabelle Blais pour le rôle de Kiki dans Borderline
  - Suzanne Clément pour le rôle de Madeleine Doré dans C'est pas moi, je le jure!
  - Susan Sarandon pour le rôle de Melanie Lansing Winters dans Emotional Arithmetic (en)
  - Guylaine Tremblay pour le rôle de Céline Demers dans Le Grand Départ

#### Années 2010
- 2010 : Anne Dorval pour le rôle de Chantale Lemming dans J'ai tué ma mère
  - Céline Bonnier pour le rôle de Mathilde Bombardier dans Je me souviens
  - Marie-Thérèse Fortin pour le rôle de Gisèle dans Les Grandes Chaleurs
  - Isabelle Guérard pour le rôle de Lou dans Détour
  - Élise Guilbault pour le rôle de Jeanne Dion dans La Donation

- 2011 : Lubna Azabal pour le rôle de Nawal Marwan dans Incendies
  - Guylaine Tremblay pour le rôle de Françoise dans Trois temps après la mort d'Anna
  - Evelyne Rompré pour le rôle de Catherine/Sophie dans Deux fois une femme
  - Mélissa Désormeaux-Poulin pour le rôle de Jeanne Marwan dans Incendies
  - Suzanne Clément pour le rôle de Viviane Langevin dans Tromper le silence

- 2012 : Vanessa Paradis pour le rôle de Jacqueline dans Café de Flore
  - Catherine De Léan pour le rôle de Clara dans Nuit #1
  - Julie Le Breton pour le rôle de Louise Langevin dans Une vie qui commence
  - Céline Bonnier pour le rôle d'Hélène Blanchard dans Coteau rouge
  - Madeleine Péloquin pour le rôle de Sœur Cécile dans Pour l'amour de Dieu

- 2013 : Rachel Mwanza pour le rôle de Komona dans Rebelle
  - Micheline Bernard pour le rôle de Denise dans La Mise à l'aveugle
  - Marilyn Castonguay pour le rôle de Solange Tremblay dans L'Affaire Dumont
  - Suzanne Clément pour le rôle de Fred Bélair dans Laurence Anyways
  - Dominique Quesnel pour le rôle de Claudine dans Le Torrent

- 2014 : Pierrette Robitaille pour le rôle de Victoria dans Vic + Flo ont vu un ours
  - Chloé Bourgeois pour le rôle de Fanny dans Diego Star
  - Lise Castonguay pour le rôle de Michelle dans Triptyque
  - Rose-Maïté Erkoreka pour le rôle de Mélina Cyr dans Louis Cyr : L'Homme le plus fort du monde
  - Marie-Evelyne Lessard pour le rôle de Sophie dans Les Manèges humains (en)

- 2015 : Anne Dorval pour le rôle de Diane « D.I.E » Després  dans Mommy
  - Julianne Côté pour le rôle de Nicole Gagnon dans Tu dors Nicole
  - Laurence Leboeuf pour le rôle de Julie Arseneau dans La petite reine
  - Joëlle Paré-Beaulieu pour le rôle de Roxanne dans Qu'est-ce qu'on fait ici ?
  - Lise Roy pour le rôle de Agathe dans Tom à la ferme

### Distribué sous le nom de Trophée de la meilleure actrice
- 2016 : Céline Bonnier pour le rôle de Mère Augustine dans La Passion d’Augustine
  - Laurence Lebœuf pour le rôle de Apple dans Turbo Kid
  - Fanny Mallette pour le rôle d'Irène Collini dans Chorus
  - Anna Mouglalis pour le rôle d'Anna dans Anna
  - Hadas Yaron pour le rôle de Meira dans Félix et Meira

### Distribué sous le nom de prix Iris de la meilleure actrice
- 2017 : Mylène Mackay pour le rôle de Nelly Arcan dans Nelly
  - Karina Aktouf pour le rôle de Kahina dans Montréal la blanche
  - Nathalie Baye pour le rôle de la mère dans Juste la fin du monde
  - Emmanuelle Lussier-Martinez pour le rôle de Ordine Nuovo dans Ceux qui font les révolutions à moitié n'ont fait que se creuser un tombeau
  - Tatiana Maslany pour le rôle de Lucy dans Un ours et deux amants

- 2018 : Maude Guérin pour le rôle de Joe dans Chien de garde
  - Charlotte Aubin pour le rôle de Mathilde dans Isla Blanca
  - Mélissa Desormeaux-Poulin pour le rôle de Estelle Legrand dans Le Trip à trois
  - Denise Filiatrault pour le rôle de Mme Lapierre dans C'est le cœur qui meurt en dernier
  - Élise Guilbault pour le rôle de Monique Langevin dans Pour vivre ici

- 2019 : Debbie Lynch-White pour le rôle de Mary Rose Anna Travers/La Bolduc dans La Bolduc
  - Karelle Tremblay pour le rôle de Léo dans La Disparition des lucioles
  - Josée Deschênes pour le rôle de Gisèle Dubé dans Répertoire des villes disparues
  - Carla Turcotte pour le rôle de Sasha dans Sashinka
  - Brigitte Poupart pour le rôle de Marie-Claire Dubé dans Les salopes ou le sucre naturel de la peau

#### Années 2020
- 2020 : Andrée Lachapelle pour le rôle de Marie-Desneiges dans Il pleuvait des oiseaux (posthume)
  - Anne Dorval pour le rôle de Isabelle Brodeur dans 14 jours, 12 nuits
  - Anne-Élisabeth Bossé pour le rôle de Sophia dans La femme de mon frère
  - Léane Labrèche-Dor pour le rôle de Valérie dans Le rire
  - Noémie O'Farrell pour le rôle de Laurie dans Fabuleuses

- 2021 : Émilie Bierre pour le rôle de Magalie Jodoin dans Les Nôtres
  - Sarah Sutherland pour le rôle de Dara dans Comme une maison en feu
  - Marie-Evelyne Lessard pour le rôle de Rachel dans Jusqu'au déclin
  - Margaret Qualley pour le rôle de Joanna Rakoff dans Mon année Salinger
  - Karelle Tremblay pour le rôle de Josée dans Death of a Ladies' Man

- 2022 : Hélène Florent pour le rôle de Julie dans Les Oiseaux ivres
  - Danielle Fichaud pour le rôle de Sylvette dans Aline
  - Nour Belkhiria pour le rôle de Nacira Abdelli dans Une révision
  - Pascale Bussières pour le rôle de Laura dans Bootlegger
  - Émilie Bierre pour le rôle de Rose Dubois dans Le Guide de la famille parfaite

- 2023 : Kelly Depeault pour le rôle de Noémie dans Noémie dit oui
  - Hélène Florent pour le rôle de Rose Lemay dans Une femme respectable
  - Larissa Corriveau pour le rôle de Steven dans Viking
  - Léane Labrèche-Dor pour le rôle d'Elsie dans Les Hommes de ma mère
  - Sara Montpetit pour le rôle de Chloé dans Falcon Lake